# Jack Eichel
John „Jack“ Eichel (* 28. října 1996, Chelmsford, Massachusetts) je americký hokejový útočník hrající v týmu Vegas Golden Knights v kanadsko-americké soutěži National Hockey League (NHL). Dne 26. června 2015 byl draftován v prvním kole vstupního draftu NHL 2015 jako 2. celkově týmem Buffalo Sabres.
Od roku 2018 do roku 2021 byl kapitánem tohoto týmu. Od 4. listopadu 2021 je součástí týmu Vegas Golden Knights, hrající v NHL. V sezóně 2022/23 získal s Vegas Stanley Cup.
Jeho roční plat je 10 milionů dolarů, patří tak k pěti nejlépe placeným hokejistům na světě.

## Ocenění a úspěchy
- 2016 NHL – All-Rookie Team
- 2018 NHL – All-Star Game
- 2019 NHL – All-Star Game
- 2020 NHL – All-Star Game
- 2023 NHL – Nejlepší nahrávač v playoff
- 2023 NHL – Nejproduktivnější hráč v playoff
- 2024 NHL – All-Star Game (pouze nominován, do utkání hvězd nenastoupil)

## Prvenství
- Debut v NHL – 8. října 2015 (Buffalo Sabres proti Ottawa Senators)
- První gól v NHL – 8. října 2015 (Buffalo Sabres proti Ottawa Senators, americkému brankáři Craig Anderson)
- První asistence v NHL – 7. listopadu 2015 (Buffalo Sabres proti Vancouver Canucks)
- První hattrick v NHL – 15. prosince 2017 (Buffalo Sabres proti Carolina Hurricanes)

## Klubová statistika
| Sezóna      | Klub                              | Soutěž      |     | Základní část | Základní část | Základní část | Základní část | Základní část |   | Play off | Play off | Play off | Play off | Play off |
| Sezóna      | Klub                              | Soutěž      | Z   | G             | A             | B             | TM            | Z             | G | A        | B        | TM       |          |          |
| 2012/2013   | National Team Development Program | USHL        | 58  | 29            | 23            | 52            | 30            | —             | — | —        | —        | —        |          |          |
| 2013/2014   | National Team Development Program | USHL        | 53  | 38            | 49            | 87            | 28            | —             | — | —        | —        | —        |          |          |
| 2014/2015   | Boston University                 | HE          | 40  | 26            | 45            | 71            | 22            | —             | — | —        | —        | —        |          |          |
| 2015/2016   | Buffalo Sabres                    | NHL         | 81  | 24            | 32            | 56            | 22            | —             | — | —        | —        | —        |          |          |
| 2016/2017   | Buffalo Sabres                    | NHL         | 61  | 24            | 33            | 57            | 22            | —             | — | —        | —        | —        |          |          |
| 2017/2018   | Buffalo Sabres                    | NHL         | 67  | 25            | 39            | 64            | 32            | —             | — | —        | —        | —        |          |          |
| 2018/2019   | Buffalo Sabres                    | NHL         | 77  | 28            | 54            | 82            | 26            | —             | — | —        | —        | —        |          |          |
| 2019/2020   | Buffalo Sabres                    | NHL         | 68  | 36            | 42            | 78            | 34            | —             | — | —        | —        | —        |          |          |
| 2020/2021   | Buffalo Sabres                    | NHL         | 21  | 2             | 16            | 18            | 6             | —             | — | —        | —        | —        |          |          |
| 2021/2022   | Vegas Golden Knights              | NHL         | 34  | 14            | 11            | 25            | 10            | —             | — | —        | —        | —        |          |          |
| 2022/2023   | Vegas Golden Knights              | NHL         | 67  | 27            | 39            | 66            | 6             | 22            | 6 | 20       | 26       | 14       |          |          |
| 2023/2024   | Vegas Golden Knights              | NHL         | 63  | 31            | 37            | 68            | 27            | 7             | 3 | 4        | 7        | 0        |          |          |
| NHL celkově | NHL celkově                       | NHL celkově | 539 | 211           | 303           | 514           | 185           | 29            | 9 | 24       | 33       | 14       |          |          |

## Reprezentace
| Rok             | Tým                   | Soutěž          | Z  | G  | A  | B  | TM |  |
| --------------- | --------------------- | --------------- | -- | -- | -- | -- | -- |  |
| 2013            | USA                   | SP do 17 let    | 5  | 3  | 0  | 3  | 2  |  |
| 2013            | USA                   | MS18            | 7  | 1  | 1  | 2  | 6  |  |
| 2014            | USA                   | MSJ             | 5  | 1  | 4  | 5  | 0  |  |
| 2014            | USA                   | MS18            | 7  | 5  | 5  | 10 | 2  |  |
| 2015            | USA                   | MSJ             | 5  | 1  | 3  | 4  | 6  |  |
| 2015            | USA                   | MS              | 10 | 2  | 5  | 7  | 8  |  |
| 2016            | Výběr Severní Ameriky | SP              | 3  | 1  | 1  | 2  | 0  |  |
| 2017            | USA                   | MS              | 8  | 0  | 5  | 5  | 4  |  |
| 2019            | USA                   | MS              | 8  | 2  | 6  | 8  | 2  |  |
| Junioři celkově | Junioři celkově       | Junioři celkově | 29 | 11 | 13 | 24 | 16 |  |
| Senioři celkově | Senioři celkově       | Senioři celkově | 29 | 5  | 17 | 22 | 14 |  |